# Descendentes de Fernando II de Aragão e Isabel I de Castela
O casamento de Fernando II de Aragão e Isabel I de Castela gerou muitos filhos, cinco dos quais sobreviveram até a idade adulta. Eles arranjaram casamentos políticos estratégicos para todas essas crianças com monarcas poderosos e mulheres bem relacionadas.
Entre os descendentes vivos de Isabel I e Fernando II estão todos os atuais monarcas europeus.

## Descendentes de Fernando II e  Isabel I

### Filhos
| Filho | Filho                                  | Nascimento                                                                       | Casamento e descendência                             | Morte                |
| ----- | -------------------------------------- | -------------------------------------------------------------------------------- | ---------------------------------------------------- | -------------------- |
|       | Isabel Rainha-Consorte de Portugal     | 2 de outubro de 1470 Duenhas, Castelafilha de Fernando II e Isabel I             | Manuel I de Portugal 1497 1 filho                    | 23 de agosto de 1498 |
|       | João Príncipe das Astúrias             | 30 de junho de 1478 Sevilhafilho de Fernando II e Isabel I                       | –                                                    | 4 de outubro de 1497 |
|       | Joana Rainha de Castela e Leão         | 6 de novembro de 1479 Toledo, Castelafilha de Fernando II e Isabel I             | Filipe I de Castela 20 de outubro de 1496 6 filhos   | 12 de abril de 1555  |
|       | Maria Rainha-Consorte de Portugal      | 29 de junho de 1482 Córdova, Castelafilha de Fernando II e Isabel I              | Manuel I de Portugal 30 de outubro de 1500 10 filhos | 7 de março de 1517   |
|       | Catarina Rainha-Consorte da Inglaterra | 16 de dezembro de 1485 Alcalá de Henares, Castelafilha de Fernando II e Isabel I | Henrique VIII de Inglaterra Junho de 1509 2 filhos   | 7 de janeiro de 1536 |

### Descendentes por Joana de Castela
- Joana de Castela (1479-1555) e Filipe I de Castela (1478-1506)
  - Leonor, Rainha de Portugal (1498-1558)
    - Carlos, Infante de Portugal (1520-1521)
    - Maria, Duquesa de Viseu (1521-1577)

  -  Carlos I da Espanha (1500-1558)
    -  Filipe II de Espanha (1527-1598)
      -  Filipe III de Espanha (1578-1621)
        -  Filipe IV de Espanha (1605-1665)
          - Maria Teresa da Espanha (1638-1683)
            - Luís, Grande Delfim de França (1661-1711)
              - Luís, Duque da Borgonha (1682-1712)
              -  Filipe V da Espanha (1683-1746)
                -  Luís I de Espanha (1707-1724)
                - Filipe Pedro de Espanha (1712-1719)
                -  Fernando VI de Espanha (1713-1759)
                -  Carlos III de Espanha (1716-1788)
                - Mariana Vitória, Rainha Consorte de Portugal (1718-1781)
                  -  Maria I de Portugal (1734-1816)
                    - José, Príncipe do Brasil (1761-1788)
                    -  João VI de Portugal (1767-1826)
                      -   Pedro I do Brasil (1798-1834)
                        -  Maria II de Portugal (1819-1853)
                        -  Pedro II do Brasil (1825-1891)

                      -  Miguel I de Portugal (1802-1866)

                - Filipe, Duque de Parma (1720-1765)
                  - Fernando, Duque de Parma (1751–1802)
                    - Luís I da Etrúria (1773–1803)
                      - Carlos II, Duque de Parma (1799–1883)
                        - Carlos III, Duque de Parma (1823–1854)
                          - Roberto I, Duque de Parma (1848–1907)
                            - Félix de Bourbon-Parma (1893–1970)
                              -  João, Grão-Duque de Luxemburgo (1921–2019)
                                -  Henrique, Grão-Duque de Luxemburgo (n. 1955)
                                  - Guilherme, Grão-Duque Herdeiro de Luxemburgo (n. 1981)
                                    - Carlos de Luxemburgo (n. 2020)

                - Maria Teresa Rafaela de Espanha (1726-1746)
                - Luís, Conde de Chinchón (1727-1785)
                - Maria Antônia de Espanha (1729-1785)

              - Carlos, Duque de Berry (1686-1714)

          - Margarida Teresa de Áustria (1651-1673)
          - Baltasar Carlos, Príncipe das Astúrias (1629-1646)
          -  Carlos II de Espanha (1661-1700)

    - Maria, Imperatriz Romano-Germânica (1528-1603)
      - Ana, Rainha-Consorte de Espanha (1549-1580)
      -  Rodolfo II do Sacro Império Romano-Germânico (1552-1612)
      - Ernesto, Arquiduque da Áustria (1553-1595)
      - Isabel, Rainha-Consorte de França (1554-1592)
        - Maria Isabel da França (1572-1578)

      -  Matias do Sacro Império Romano-Germânico (1557-1619)
      - Maximiliano III, Arquiduque da Áustria (1558-1618)
      - Alberto VII da Áustria (1559-1621)

  - Isabel, Rainha-Consorte da Dinamarca (1501-1525)
    - João, Príncipe da Dinamarca (1518–1532)
    - Doroteia da Dinamarca, Eleitora Palatina (1520-1580)
    - Cristina, Princesa da Dinamarca (1521-1590)
      - Carlos III da Lorena (1543-1608)
        - Henrique II da Lorena (1563-1624)
        - Cristina, Grã-duquesa-consorte da Toscana (1565-1637)
          -  Cosme II, Grão-Duque da Toscana (1590-1621)

        - Antonieta de Lorena (1568-1610)

      - Renata de Lorena (1544-1602)
      - Doroteia, Duquesa de Brunsvique-Calenberga (1545-1621)

  -  Fernando I do Sacro Império Romano-Germânico (1503-1564)
  - Maria, Arquiduquesa de Áustria (1505-1558)
  - Catarina, Rainha-Consorte de Portugal (1507-1578)

### Descendentes por Maria
- Maria de Aragão e Castela (1482-1517) e  Manuel I de Portugal (1469-1521)
  -  João III de Portugal (1502-1557)
  - Isabel, Imperatriz Romano-Germânica (1504-1538)
  - Beatriz, Duquesa de Saboia (1504-1538)
    -  Emanuel Felisberto, Duque de Saboia (1528-1580)
      -  Carlos Emanuel I, Duque de Saboia (1562-1630)
        -  Vítor Amadeu I, Duque de Saboia (1587-1637)
          - Luísa Cristina, Princesa de Saboia (1629-1692)
          -  Francisco Jacinto, Duque de Saboia (1632-1638)
          -  Carlos Emanuel II, Duque de Saboia (1634-1675)
            -   Vítor Amadeu II da Sardenha (1666-1732)

          - Margarida Violante, Duquesa-Consorte de Parma e Placência (1635-1663)
          - Henriqueta, Princesa-Eleitora da Baviera (1636-1676)
          - Catarina Beatriz de Saboia (1636-1637)

        - Margarida, Duquesa de Mântua (1589–1655)
          - Maria, Duquesa de Mântua (1609–1660)

        - Isabel, Princesa Herdeira de Módena e Régio (1591-1626)
        -  Maurício, Cardeal-bispo de Vercelli (1593–1657)
        - Tomás Francisco, Príncipe de Carignano (1596–1656)

  - Luís, Duque de Beja (1506-1555)
    - António de Portugal, Prior do Crato (1531-1595)
      - Manuel, Príncipe de Portugal (1568-1638)
        - Maurícia Leonor do Crato (1609-1674)

  - Fernando, Duque da Guarda e Senhor de Trancoso (1507-1534)
  -  Afonso, Arcebispo de Lisboa (1509-1540)
  - Maria de Portugal (1511-1513)
  -   Henrique I de Portugal (1512-1580)
  - Duarte, 4.º Duque de Guimarães (1515-1540)
    - Maria, Duquesa de Parma e Placência (1538-1577)
      - Rainúncio I, Duque de Parma e Placência (1569-1622)
      - Margarida, Duquesa de Mântua e Monferrato (1567-1643)
      -  Eduardo, Cardeal-bispo de Frascati (1573-1626)

    - Catarina, Duquesa de Bragança (1540-1614)
      - Teodósio II, Duque de Bragança (1568-1630)
      - Duarte de Bragança, Marquês de Frechilla (1569-1627)
      - Alexandre de Bragança, arcebispo de Évora (1570-1608)

    - Duarte, 5.º Duque de Guimarães (1541-1576)

  - António, Infante de Portugal (1516)

### Descendentes por Catarina
- Catarina de Aragão (1485-1536) e  Henrique VIII de Inglaterra (1491-1547)
  - Henrique, Duque da Cornualha (1511)
  -  Maria I da Inglaterra (1516-1558)